# Rainer Müller
Rainer Müller (Berlim, 30 de julho de 1946) é um ex-ciclista alemão que representou a Alemanha Ocidental nos Jogos Olímpicos de Verão de 1972, alcançando em quinto lugar na prova de velocidade.